# Salpis carneitincta
Salpis carneitincta är en fjärilsart som beskrevs av Louis Beethoven Prout 1910. Salpis carneitincta ingår i släktet Salpis och familjen mätare. Inga underarter finns listade.